# Pontechianale
Pontechianale är en ort och kommun i provinsen Cuneo i regionen Piemonte i Italien. Kommunen hade 163 invånare (2018).